# Вадога
Вадога — река в России, протекает по территории Алёховщинского сельского поселения Лодейнопольского района Ленинградской области. Длина реки — 10 км.

## Общие сведения
Река берёт начало из озера Ветхосельского и далее течёт преимущественно в северо-восточном направлении по заболоченной местности.
Река в общей сложности имеет три малых притока суммарной длиной 4,5 км км.
Впадает на высоте выше 36,4 м над уровнем моря в реку Ащину, впадающую в реку Оять, левый приток Свири.
В среднем течении Вадогу пересекает дорога местного значения 41К-019 («Явшиницы — Хмелезеро — Пашозеро — Шугозеро — Ганьково»).
Также в среднем течении на правом берегу реки располагается деревня Красный Бор.
Код объекта в государственном водном реестре — 01040100812202000013151.